# Rejnfan
Rejnfan (Tanacetum vulgare) (også stavet regnfang) eller guldknap er en 50-100 cm høj urt, der vokser langs veje og på skrænter og strandvolde. Alle overjordiske dele af planten lugter stærkt krydret.

## Beskrivelse
Rejnfan er en flerårig, urteagtig plante med en opret, busket vækst. Stænglerne er furede og hårløse. Bladene er spredtstillede, hele og enkelt eller dobbelt fjersnitdelte med grovtakket rand. Oversiden er græsgrøn og blank , mens undersiden er en smule lysere.
Blomstringen foregår i juli-september, hvor man finder blomsterne samlet i knapformede kurve, der igen danner løse, endestillede halvskærme. De enkelte blomster (både skive- og randkronerne) er gule. I ultraviolet lys er blomsterne blårøde. Frugterne er nødder.
Rodsystemet består af en krybende jordstængel og trævlede rødder.
Højde x bredde og årlig tilvækst: 1,00 x 0,50 m (100 x 10 cm/år).

## Voksested
Rejnfan er naturligt udbredt i Lilleasien, Kaukasus, Central- og Østasien samt i det meste af Europa, herunder også i Danmark, hvor den er almindelig. Arten er knyttet til lysåbne, let fugtige og forholdsvis næringsrige voksesteder. Derfor træffes den langs veje og skovbryn, på affaldspladser, skrænter og brandtomter, langs søer og vandløb og på opgivne marker (f.eks. marker, der står brak), men den vokser også ved stranden.
På nogle undersøgte prøvefelter i Bolderslev Skov ved Åbenrå findes den sammen med bl.a. Ager-Tidsel, Ahorn, Løvefod, Eng-Rottehale, Lyse-Siv, Rød-El og Stor Nælde

## Indholdsstoffer og lugt
Alle overjordiske dele af planten lugter stærkt krydret. Det skyldes et indhold af de æteriske olier kamfer, borneol og thujon). Desuden indeholder planten en række bitterstoffer.

## Anvendelse
Blomsterne kan bruges til traditionel garnfarvning, og giver garnet en solgul farve.
Bruges også mod indvoldsorm hos heste.

## Note
1. ↑  Se Bjørn Rørslett: Ultraviolet flowers (engelsk)
2. ↑  Susanne Smerup Bak: Basismonitering af tilgroningsflade i Bolderslev Skov

| Portal | Portal:Botanik |